# Conteville (Somme)
Conteville ist eine nordfranzösische Gemeinde mit 217 Einwohnern (Stand 1. Januar 2022) im Département Somme in der Region Hauts-de-France. Die Gemeinde liegt im Arrondissement Amiens und ist Teil des Kantons Doullens.

## Geographie
Die Gemeinde liegt rund neun Kilometer nordwestlich von Bernaville und 11,5 km ostnordöstlich von Saint-Riquier auf der Hochfläche des Ponthieu. Durch die Gemeinde verlief die abgebaute Eisenbahnstrecke von Doullens nach Abbeville (heute weitgehend als Wanderweg Voie Verte – Traverse du Ponthieu ausgebaut).

## Einwohner
| 1962 | 1968 | 1975 | 1982 | 1990 | 1999 | 2006 | 2011 |
| ---- | ---- | ---- | ---- | ---- | ---- | ---- | ---- |
| 262  | 212  | 160  | 154  | 158  | 172  | 191  | 196  |

## Sehenswürdigkeiten
- Kirche Saint-Pierre

## Persönlichkeiten
- Augustin Tuncq (1746–1800), General der Französischen Revolution, in Conteville geboren